# Isräfflor

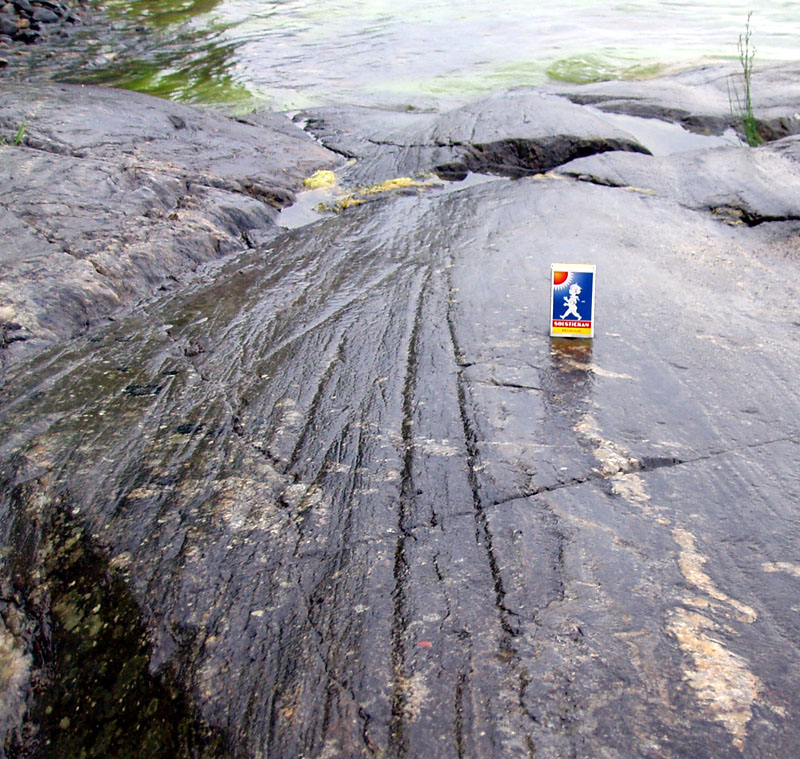
Isräfflor på en berghäll vid vattnet. De tydligaste räfflorna framträder till vänster om tändsticksasken i riktning från vattnet mot betraktaren. Hitom tändsticksasken finns en spricka som går nästan vinkelrätt mot isräfflorna, den sprickan är ingen isräffla.

Isräfflor är spår av glaciärer som bildas på rundhällar. Sten och block som ligger infrusna i glaciärens botten bildar repor i hällen när glaciären förflyttar sig. Isräfflorna är normalt inte speciellt djupa, vanligtvis som mest ett par centimeter. Det finns dock extrema fall med mycket djupare räfflor. Exempel finns vid Klockaretorpet i Norrköping där isräfflorna är 30–40 cm djupa. I National Natural Landmark, Kelleys Island, Ohio, USA finns isräfflor som är 3 meter djupa.
De talrika isräfflorna i det svenska landskapet bildades framför allt under den senaste nedisningen (Weichsel). De ger bland annat information om isens rörelseriktning. Tydligast kan de observeras på av isen slipade nakna hällar i landets skärgårdar. Besökande anmanas att inte elda direkt på berghällarna eftersom värmespänningarna i stenen kan förstöra spåren efter istiden.[källa behövs]